# Albert als Golem
Albert als Golem ist ein 1915 entstandenes, kurzes, deutsches Stummfilmlustspiel mit Albert Paulig in der Titelrolle.

## Handlung
Albert hat in der Lotterie einer Kunstakademie gewonnen und kann nun, so glaubt er, 10.000 Mark sein Eigen nennen. Mit seiner Freundin an der Hand eilt er zum Ausgabeort des Geldes. Umso enttäuschter ist er, als man ihm anstatt des Geldbetrages eine lebensgroße Golem-Figur überreicht. Albert hat alle Mühe, diesen Lehmkoloss nach Hause zu schleppen. Dort ist ihm in der Anwesenheit des unheimlichen Gesellen ein wenig unheimlich zumute. Er bedeckt den Golem und zieht sich vorübergehend ins Badezimmer zurück, um diesen ungeliebten „Gewinn“ nicht ständig sehen zu müssen. Übermüdet schläft Albert ein.
In seinem Traum wird er selbst zum Golem. Als solcher eilt er durch die Straßen und stellt allerlei Unfug an, den auch der Original-Golem fabrizierte, als ihn mal sein Herr und Meister kurz aus den Augen gelassen hatte. Schließlich kommt es zu einer kuriosen Begegnung zwischen dem Traum-Golem-Albert und seinem alter ego Albert Paulig, als dieser mit Golem-Alberts Braut gerade eine Bootspartie unternehmen will. Als der Golem die beiden am Schlafittchen packen will, verliert er das Gleichgewicht und kippt dabei ins nahe Wasser. Dabei wacht Albert in seiner gut gefüllten Badewanne, in die er soeben im Schlaf gekippt ist, auf.

## Produktionsnotizen
Albert als Golem entstand vermutlich im Herbst 1915 als komische Reaktion auf den großen Filmerfolg des im selben Jahr angelaufenen Golem-Films mit Paul Wegener. Der Einakter besaß eine Länge von 280 Meter und wurde 1916 uraufgeführt. Wer Regie führte, ist nicht bekannt.

## Kritik
„Der Titel genügt schon, um uns lachen zu machen. (…) Die Szene, da sich Paulig in die Gestalt der Golemfigur verwandelt und man seine Züge erkennt, ist geradezu ergötzlich.“